# 흐리스토스 주미스
흐리스토스 주미스(그리스어: Χρήστος Ζούμης, 1875 ~ ?)는 그리스의 육상 선수이다. 그는 아테네에서 열린 1896년 하계 올림픽에 참가했다
그는 할키다 출신이다.
주미스는 세단뛰기 경기에서 프리츠 호프만과 함께 꼴찌를 기록했다. 기록은 알 수 없으며 이 종목에는 7명의 선수가 참가했다.